# Напад помідорів-убивць
«Напад помідорів-убивць!» (англ. Attack of the Killer Tomatoes!) — американський комедійний фільм жахів 1978 року.

## Сюжет
Все населення земної кулі охоплено панікою. Безневинні помідори, які люди повсюди вирощували у себе в городах, несподівано перетворилися на невтомних мисливців, спраглих людського м'яса. Поліція і армія не в силах впоратися із загрозою і лише пісня врятує Землю від кровожерних людоїдів.

## У ролях
- Девід Міллер — Мейсон Діксон
- Джордж Вілсон — Джим Річардсон
- Шерон Тейлор — Лоїс Фейрчілд
- Дж. Стефен Піс — лейтенант Вілбур Фінлеттер
- Ерні Меєрс — президент
- Ерік Крістмас — сенатор Полк
- Рон Шапіро — редактор газети
- Аль Склар — Тед Сванн
- Джерролд Андерсон — майор Міллс
- Дон Бірч — старий
- Том Коулмен — співаючий солдат
- Арт К. Кустік — FIA директор
- Джек Нолен — сенатор МакКінлі
- Пол Ойя — доктор Нокітофа
- Джон Куаллс — капітан
- Алан Шарф — Робертс
- Гарі Сміт — Сем сміт
- Байрон Тігарден — доктор Моррісон
- Даг Вернон — вчений
- Дін Грель — міс Potato Famine of 1922
- Джек Райлі — продавець
- Фон Шауер — спеціальний виступ
- Сінді Чарльз — домогосподарка
- Джо Прайс — детектив 1
- Гордон Росс — детектив 2
- Д. Вейн Кіферт — чоловік
- Ефемія Діллон — дружина
- Ребекка Бірч — стара
- Найджел Барбер — охоронець у воріт
- Джон Де Белло — прибиральник / Чарльз Вайт
- Пол Еббот — сержант
- Грегг Бергер — сержант
- Вейн Вінн — містер Міккелсон
- Чад Деммон — Боббі Дрейк
- Еллен Декслер — секрет президента
- Берт Міллер — адмірал
- Річард Кертіс — генерал 1
- Хал Чідноф — генерал 2
- Девід Холл — Брюс
- Бенніта Бартон — Гретта Аттенбаум
- Стів Кейтс — Грег Колбурн
- Брайан Кентвелл — супермен
- Лідія Хеннібал — реєстратор
- Джеймс Де Белло — глухий і сліпий поліцейський
- Річард Бареш — швейцар
- Ден Волш — Біллі
- Хатч Дог — Спот Дог
- Ріба Нолан — леді в супермаркеті
- Коста Діллон — людина в бібліотеці
- Майк Нейдерман — солдат на телефоні
- Джим Хесс — тележурналіст
- Д.Дж. Салліван — місіс Вільямс
- Оскар Гренквіст — гість на вечері

в титрах не вказані
- Дена Ешбрук — хлопець на човні
- Гордон Браунінг — курящий сигару сенатор
- Патрік Браунінг — хлопчик в кріслі читання
- Елісса Гро — подруга байкера
- Ренді Лінн Дженсен — на стадіоні
- Марк Сандкноп — хлопчик в натовпі
- Ральф Ваксман — UPS людина
- Донна Вудрум — на стадіоні